# Lac des Bèches
Le lac des Bèches est un  lac glaciaire situé à 2 417 m dans le vallon de la Lavey, dans le massif des Écrins. Sa superficie est de 0,6 ha, et sa profondeur d'au moins 3,6 m.Il s'atteint par un sentier depuis le refuge de la Lavey.

### Article Connexe
- le massif des Écrins